# Maria Feldman
Maria Feldman z domu Kleinman (Maria Feldmanowa), pseudonim „Maria Kreczowska”, „Eliza Warzycka” (ur. 6 stycznia 1874 w Brzostku, zm. 18 grudnia 1953 w Krakowie) – polska tłumaczka literatury pięknej, redaktorka, publicystka, żydowskiego pochodzenia.

## Życiorys
Urodziła się w rodzinie Salomei z domu Spett i Maurycego Kleinmana. Miała siostrę Helenę (ur. ok. 1880), która została lekarką (specjalizacja pediatria, żona Mariana Sokołowskiego, lekarza wojskowego).
Rodzina mieszkała w Przemyślu. Tam Maria rozpoczęła współpracę z „Izraelitą”, czasopismem polsko-żydowskim wydawanym w Warszawie. W 1890 roku został wydany jej przekład Robinsona Kruzoe.
W 1898 w Przemyślu poślubiła publicystę i krytyka Wilhelma Feldmana, z którym miała syna Józefa (1899–1946). Po ślubie w 1901 zamieszkali w Krakowie. W okresie, gdy mąż redagował krakowską „Krytykę” (lata 1901–1914), Maria zajmowała się nieoficjalnie sekretariatem pisma.
Do lat pięćdziesiątych pracowała jako tłumaczka literatury angielsko- i niemieckojęzycznej. Przetłumaczyła ponad 70 książek. Jej debiutem translatorskim był polski przekład Robinsona Kruzoe Daniela Defoe (wydany w Wiedniu około 1890 roku). Przekładała literaturę piękną, dziecięcą, prace z zakresu historii oraz psychologii i pedagogiki. Jej przekłady ukazywały się w periodykach, m.in. w warszawskim „Izraelicie”, w „Krytyce”, „Polnische Blatter”.
Przetłumaczyła na j. polski m.in. dzieła Multatulego, Hall Caine’a, Jakoba Wassermanna, Rudyarda Kiplinga, Oscara Wilde’a, Ralpha Waldo Emersona, Henrika Ibsena, Johna Ruskina, G. de Maupassanta, Daniela Defoe, J. Burckardta, Thomasa Hardy’ego, Marka Twaina i Charlesa Dickensa.
Zajmowała się również publicystyką. Była redaktorką i wydawczynią czasopisma „Idea. Miesięcznik niezależny, poświęcony życiu społecznemu i artystycznemu” (wydawany w Krakowie), ukazujące się od stycznia 1908 r. do marca 1909 roku. Publikowała m.in. recenzje i omówienia tekstów literackich, krótkie artykuły, m.in. na łamach „Krytyki”, „Izraelity”, „Dziennika Polskiego” (wyd. w Michigan). Podpisując swoje teksty i przekłady używała następujących pseudonimów i kryptonimów: Maria Kreczowska, Eliza Warzycka, F., m.f., Maria F
Pod jej opieką znalazła się spuścizna męża Wilhelma. Za jej sprawą dokumenty po Wilhelmie znalazły się w Ossolineum, wygrała również proces z S. Michalskim o zniesławienie jej męża.
Była członkinią krakowskiego oddziału Związku Literatów Polskich.
Zmarła w Krakowie 18 grudnia 1953, pochowana została na Cmentarzu Rakowickim (kwatera 33 II).

## Tłumaczenia
- D. Defoe: Robinson Kruzoe. Opowiadanie dla młodzieży. Podług Daniela Defoe ułożyła (M. Kleinman) M. Kreczowska. Wiedeń: J. Deubler [ca 1890]
- W. Hauff: Złota księga młodzieży. Opowiadania. Zebrane przez (M. Kleinman) E. Warzycką. Wydanie 3 ozdobione. Wiedeń: J. Deubler [ca 1895]
- Bracia Grimm: Baśnie i powiastki dla dzieci. Opracowała (M. Feldmanowa) M. Kreczowska. Wiedeń: J. Deubler [1899]
- Caine: Izrael. (Kozioł ofiarny). Przekład z angielskiego M. Feldmanowa. Pierwodruk: „Izraelita” 1900
- W. Spohr: Multatuli. Osobistość jego i wybór z pism. Podług W. Spohra opracowała M. Feldman. Warszawa: Wydawnictwo „Przeglądu Tygodniowego” 1901
- W. Morris: Wieści znikąd. Powieść utopijna. Przekład z angielskiego [M. Feldmanowej] M. Kreczowskiej. Lwów: Księgarnia Polska 1902
- J. Wassermann: Historia młodej Renaty. Przekład z niemieckiego M. Feldmanowej. T. 1–2. Warszawa: [b.w.] 1902
- R. Kipling: Takie sobie historyjki. Przekład z angielskiego [M. Feldmanowej] M. Kreczowskiej. Warszawa: Gebethner i Wolff 1903
- O. Wilde: Dialogi o sztuce. Przekład M. Feldmanowej. Z przedmową A. Nowaczyńskiego. Lwów: H. Altenberg [1905]
- O. Wilde: Opowiadania. Przekład M. Feldmanowej. Warszawa: nakład G. Centnerszwera i S-ki 1905
- O. Wilde: Portret Doriana Gray’a. Przekład przez [M. Feldmanową] F. Warszawa: „Przegląd Tygodniowy” 1905
- I. Zangwill: Marzyciele ghetta. Przekład z angielskiego [M. Feldmanowej] M. Kreczkowskiej. Z przedmową W. Feldmana. Brody: F. West 1905
- A.L. Kielland: Napoleon i jego ludzie. Przekład [M. Feldmanowej] M. Kreczowskiej. T. 1–2. Warszawa: Drukarnia Ed. Nicz i Spółka 1908

- W. Bonsels: Pszczółka Maja i jej przygody. Przekład [M. Feldmanowej] M. Kreczowskiej. Kraków: Księgarnia S. A. Krzyżanowskiego 1922